# آبل ۲۷۴۴
آبل ۲۷۴۴ (به انگلیسی: Abell 2744) ملقب به خوشهٔ پاندورا، یک خوشه کهکشانی غول‌پیکر است که از تقارن، همبود و برهم‌کنشی دست‌کم ۴ خوشه کهکشانی مجزا و کوچکتر به‌طور همزمان و در یک گستره ۳۵۰ میلیون سال تشکیل شده و تقریباً در فاصلهٔ ۴ میلیارد سال نوری از زمین قرار دارد کهکشان‌های این خوشه تنها ۵٪ از جرم آن را تشکیل می‌دهند. گاز موجود (که در حدود ۲۰٪ است) آنچنان داغ است که فقط در پرتو ایکس می‌درخشد و ماده تاریک نیز حدود ۷۵٪ از جرم خوشه را نیز تشکیل می‌دهد. تصاویری از خوشه‌های کهکشانی آبل ۲۷۴۴ و کهکشان‌های بسیار دور وجود دارد که در ۱۶ اکتبر ۲۰۱۴ و توسط همگرایی گرانشی آشکار شدند.
این خوشه همچنین یک هالهٔ رادیویی را به همراه چندین خوشه آبل دیگر نشان می‌دهد. هالهٔ موصوف، یک هالهٔ مرکزی قوی به همراه یک دم دراز است که می‌تواند تابش باقی‌مانده یا همچنین، امتداد هاله مرکزی باشد. رناتو دوپکه اخترشناس و یکی از اعضا گروهی که موفق به کشف خوشه شدند در مصاحبه‌ای برای اشاره به منشأ نام مستعار این خوشه گفت؛ ما نام پاندورا را برای آن برگزیدیم چرا که (به‌ویژه در این مورد خاص) بسیاری از پدیده‌های مختلف و عجیب در اثر برخورد پدید آمدند.

## نگارخانه

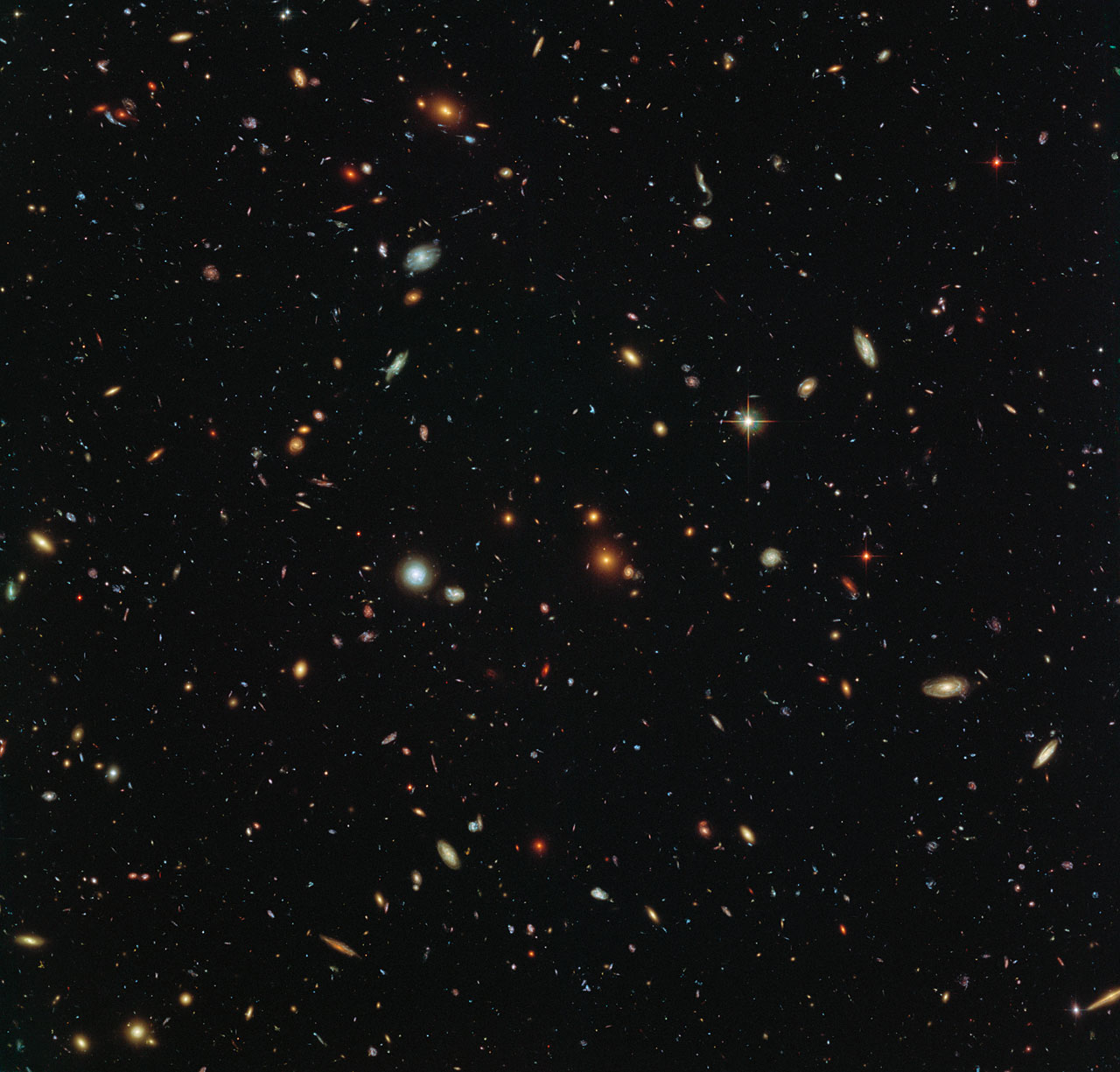
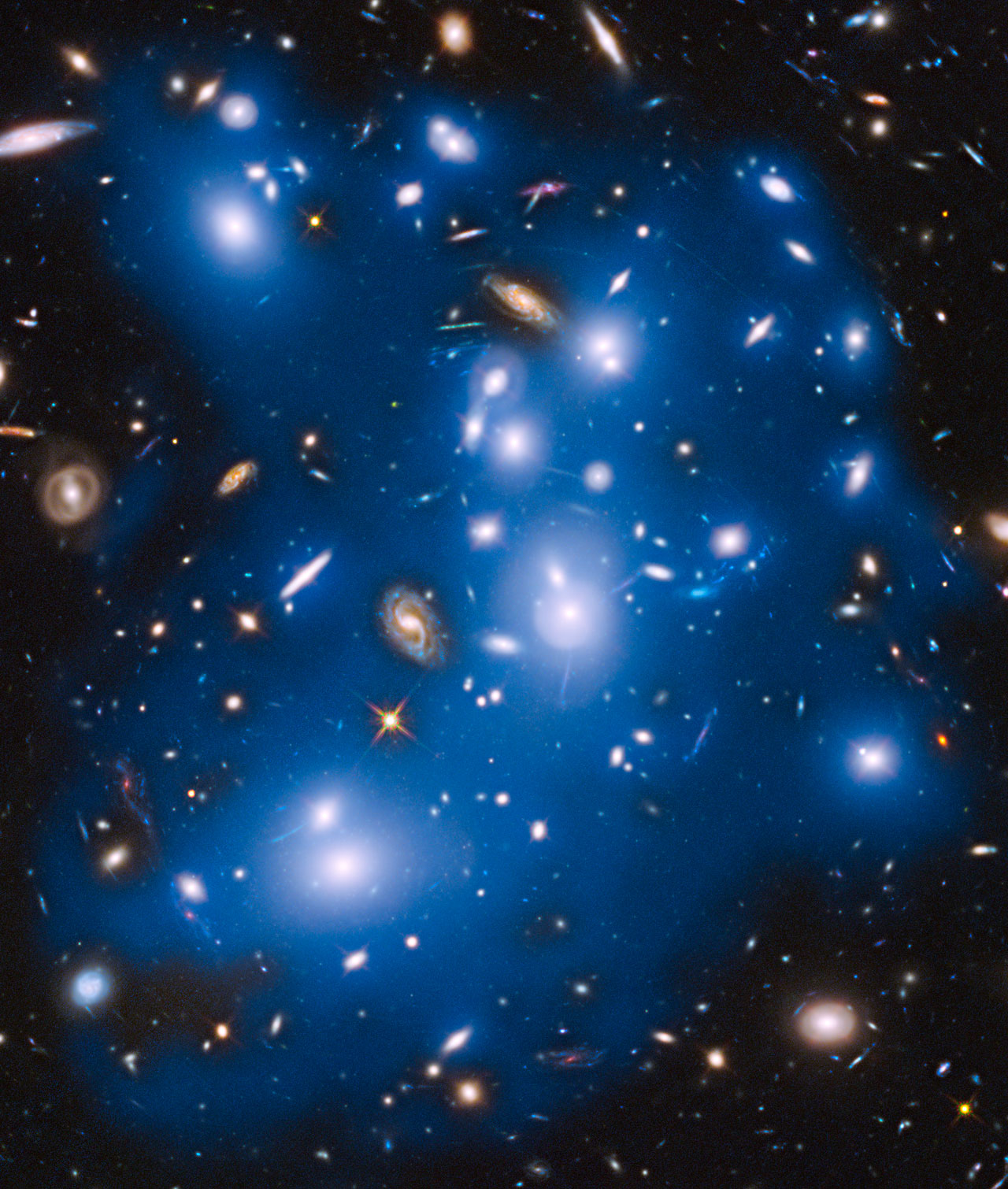
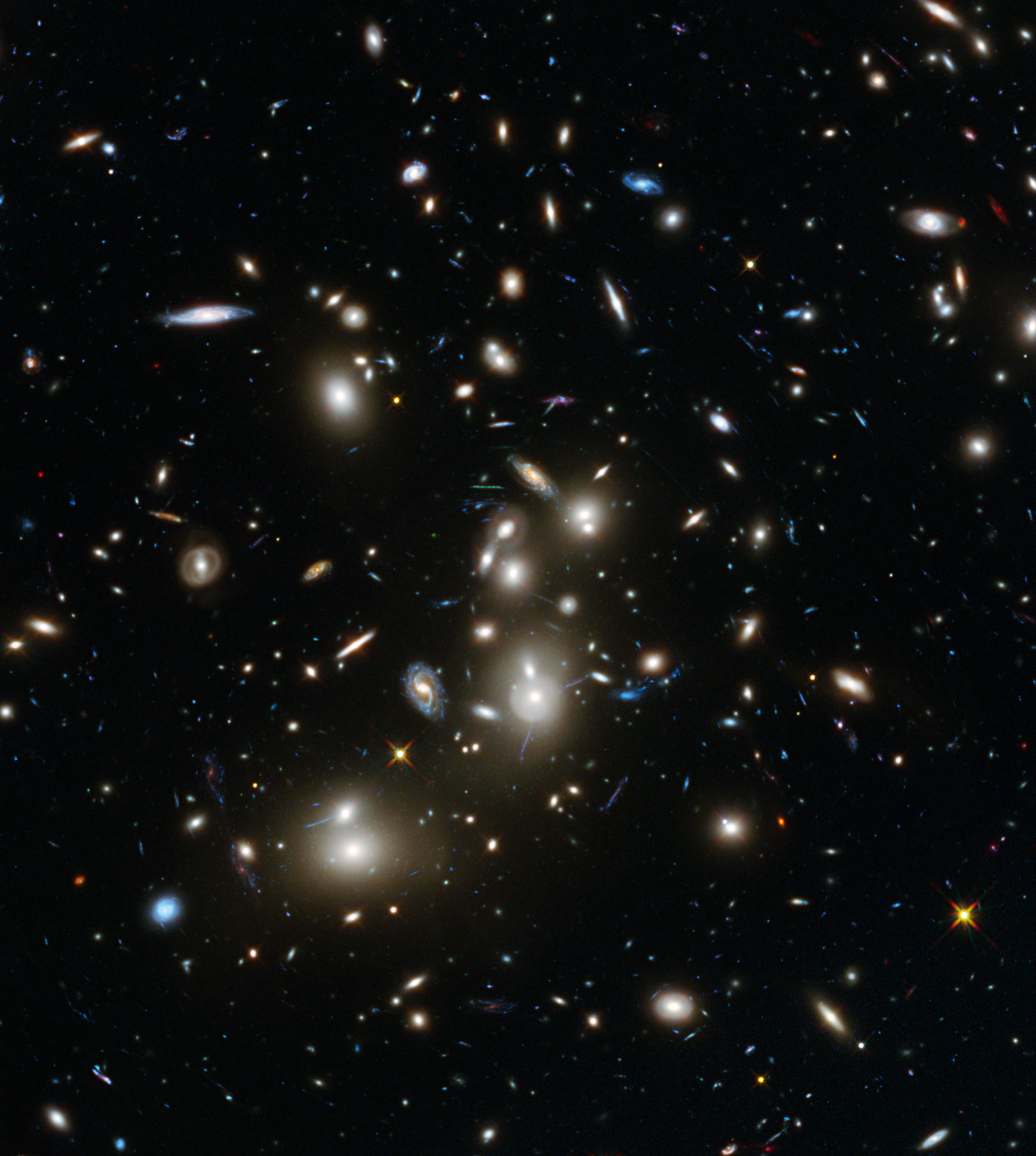
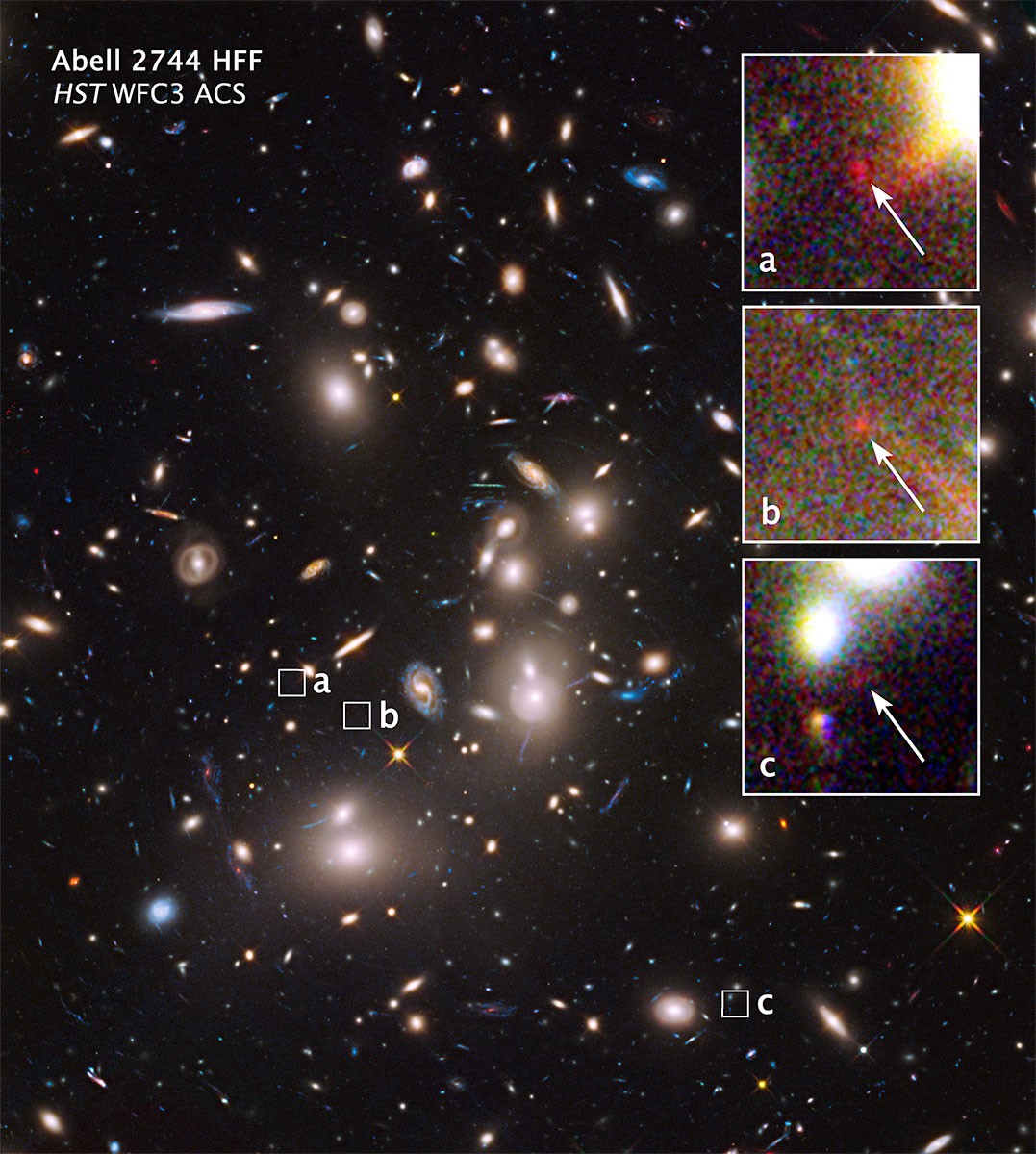